# Sluneční zátoka

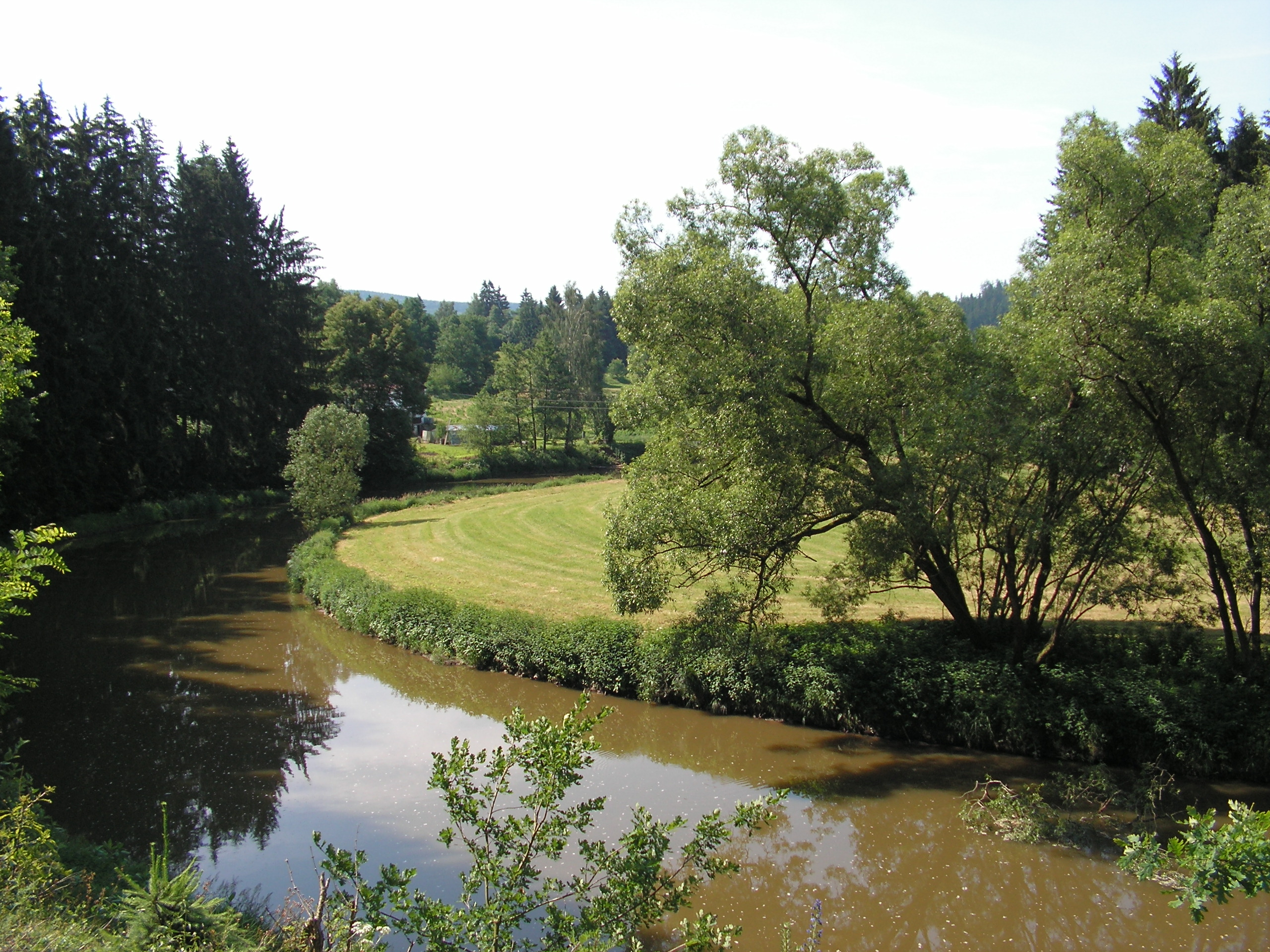
Sluneční zátoka

Sluneční zátoka  je místo na 132. říčním km řeky Sázavy, ležící v okrese Havlíčkův Brod zhruba 2,5 km jihovýchodně od Ledče nad Sázavou. Řeka zde tvoří dlouhou levotočivou zákrutu, na jejímž jesepu se nachází asi půlhektarová louka sloužící od 20. let 20. století jako skautské tábořiště. Po protějším pravém břehu je vedena železniční trať č. 212, nejbližší zastávkou jsou Vilémovice, které se nachází východně odtud. Levý břeh s tábořištěm leží v katastrálním území Ledeč nad Sázavou.
Název Sluneční zátoka nese také přilehlá chatková osada a rozcestník na žluté turistické značce.

## Památník

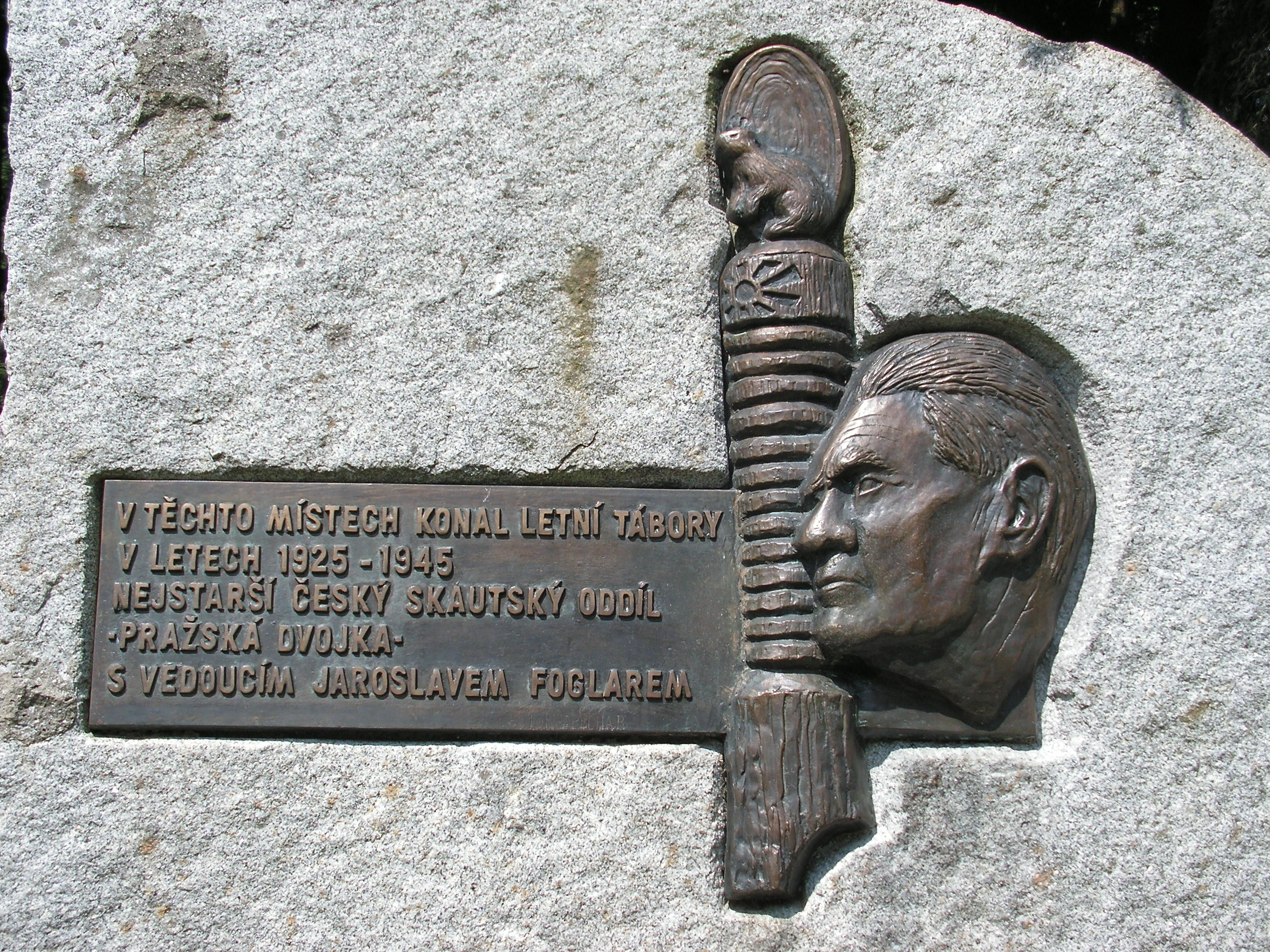
Památník J. Foglara

V letech 1925–1945 v těchto místech tábořil nejstarší český skautský oddíl Pražská Dvojka, který vedl známý spisovatel Jaroslav Foglar. Místo se stalo předlohou pro ideální tábor popisovaný v jedné z jeho nejznámějších knih, Hoši od Bobří řeky. V předvečer Foglarových 90. narozenin 5. července 1997 zde byl za jeho přítomnosti odhalen památník, který připomíná jeho zdejší působení. Byla to poslední spisovatelova návštěva tohoto místa.
Každoročně také Sdružení přátel Jaroslava Foglara ve Sluneční zátoce pořádá k příležitosti Foglarových narozenin setkání pro několik set jeho příznivců. V roce 2020 bylo oznámeno, že Sdružení přátel Jaroslava Foglara bojuje za zachování a obnovu lesních porostů v oblasti Sluneční zátoky.

## Citát
....Sluneční zátoko, rozsvětli se jasem slunce i kouzelným svitem měsíce! Vy peřeje tam nahoře, rozezpívejte se písní, jen nám srozumitelnou! Lesy a louky vy naše drahé, rozvoňte se vůní omamnou! Duše hochů našich, rozkveťte květy nejčistšími. 
Jestřáb
Nuže hleďte, milí hoši, splňuje se nám další část Royova příběhu. Nalezli jsme jeho Bobří řeku se Sluneční zátokou. Zde máme prožíti padesát východů a západů slunce. Snažme se všichni tu dobu ztráviti zde, jak dovedeme nejlépe. Zapomínejme svých špatných vlastností, odpouštějme si druh druhu a hleďme si vždy ve všem vyhověti. Buďme takovými, jako byl Roy: dobrými, šlechetnými a statečnými. Když to dokážeme — stane se nám Sluneční zátoka příběhem, na nějž budeme vzpomínati po celý svůj život vždy jen s úsměvem v srdci a na rtech. 
Rikitan